# Кирби (Охајо)
Кирби (енгл. Kirby) град је у америчкој савезној држави Охајо.

## Демографија
По попису из 2010. године број становника је 118, што је 14 (-10,6%) становника мање него 2000. године.
| Група             | 2000.        | 2010.       |
| Белци             | 132 (100,0%) | 117 (99,2%) |
| Афроамериканци    | 0 (0,0%)     | 0 (0,0%)    |
| Азијати           | 0 (0,0%)     | 0 (0,0%)    |
| Хиспаноамериканци | 0 (0,0%)     | 0 (0,0%)    |
| Укупно            | 132          | 118         |